# Tadeusz Drzewiecki
Tadeusz Drzewiecki (ur. 8 października 1948 w Pruszkowie, zm. 9 września 2017) – polski aktor filmowy i teatralny.

## Życiorys
Absolwent Wydziału Aktorskiego Państwowej Wyższej Szkoły Teatralnej im. Aleksandra Zelwerowicza w Warszawie (1971). Zadebiutował w 1970 roku rolami Pawła Afanasjewicza Famusowa i Pana N. w Mądremu biada Aleksandra Gribojedowa w reżyserii Zbigniewa Zapasiewicza. Występował w spektaklach w reżyserii Aleksandra Bardiniego, Izabelli Cywińskiej, Janusza Nyczaka i Janusza Wiśniewskiego. Był aktorem Teatru im. Wojciecha Bogusławskiego w Kaliszu (1971–1973), Teatru im. Aleksandra Fredry w Gnieźnie (1991–1993, 1994–1997) oraz Teatru Nowego im. Tadeusza Łomnickiego w Poznaniu (1973–1988, 2001–2017).
Laureat nagrody aktorskiej na XII Kaliskich Spotkaniach Teatralnych za rolę Rasplujewa w Śmierci Tarełkina Suchowo-Kobylina (1973), medalu poznańskiej Galerii Nowej „za szczególne osiągnięcia artystyczne w 1978 roku”, Srebrnej Maski (2003), Nagrody im. Romana Brandstaettera (2007) oraz nagrody za najlepszą rolę męską w słuchowisku Czarny czwartek podczas VII Festiwalu Teatru Polskiego Radia i Teatru Telewizji Polskiej „Dwa Teatry” (2007).
Odznaczony Złotą Odznaką za zasługi dla województwa poznańskiego (1978) oraz Oznaką „Zasłużony Działacz Kultury” (1979).
Zmarł 9 września 2017. Pogrzeb aktora odbył się 14 września w Ogrodzie Pamięci poznańskiego Cmentarza Junikowskiego.

## Filmografia
- 1975: To ja zabiłem
- 1992: Mama – Nic − Budner (odc. 4)
- 2002–2009: Samo życie
- 2003: Wieczór trzeciego króla
- 2004–2009: Pierwsza miłość
- 2005: Boża podszewka II
- 2005: Warto kochać